# Prunus maackii
Prunus maackii is een boom uit de rozenfamilie (Rosaceae). De wetenschappelijke naam van de soort werd in 1857 gepubliceerd door Franz Joseph Ruprecht.

## Kenmerken
Prunus maackii wordt tot 15 meter hoog, lokaal tot 18 meter. De schors van de soort is geel, oranjegeel of grijsachtig en doet qua structuur denken aan een berk. De bladeren zijn elliptisch tot ovaal en 5 tot 13 cm lang. Aan de basis is het blad afgerond en enigszins hartvormig. De bovenzijde van de bladeren is donkergroen. De onderzijde van de bladeren is lichtgroen en draagt vooral bij jonge bladeren veel harsachtige klieren, waardoor ze zeer kleverig zijn. De bloemen zijn klein en wit en staan in samengestelde trossen van ca. 5 cm lang. De bloei valt doorgaans rond eind mei en begin juni. De vruchten zijn klein, eerst groen, en kleuren vervolgens rood. Later verkrijgen deze een zwart of donkerpaars gekleurd sap met een zeer bittere smaak. Ze rijpen in augustus en blijven tot begin september aan de boom hangen. De vruchten worden vooral gegeten door vogels en beren, waardoor de lokale bevolking in het Russische Verre Oosten de soort berenkers noemt.

## Verspreiding
Komt voor in de regio's Chabarovsk, Primorje en Amoer in het Russische Verre Oosten, alsmede Mantsjoerije en het Koreaans Schiereiland. De soort groeit in naald- en gemengde bossen tot op 600 à 800 meter hoogte. Wordt vooral aangetroffen in valleien en langs bergrivieren.

## Afbeeldingen

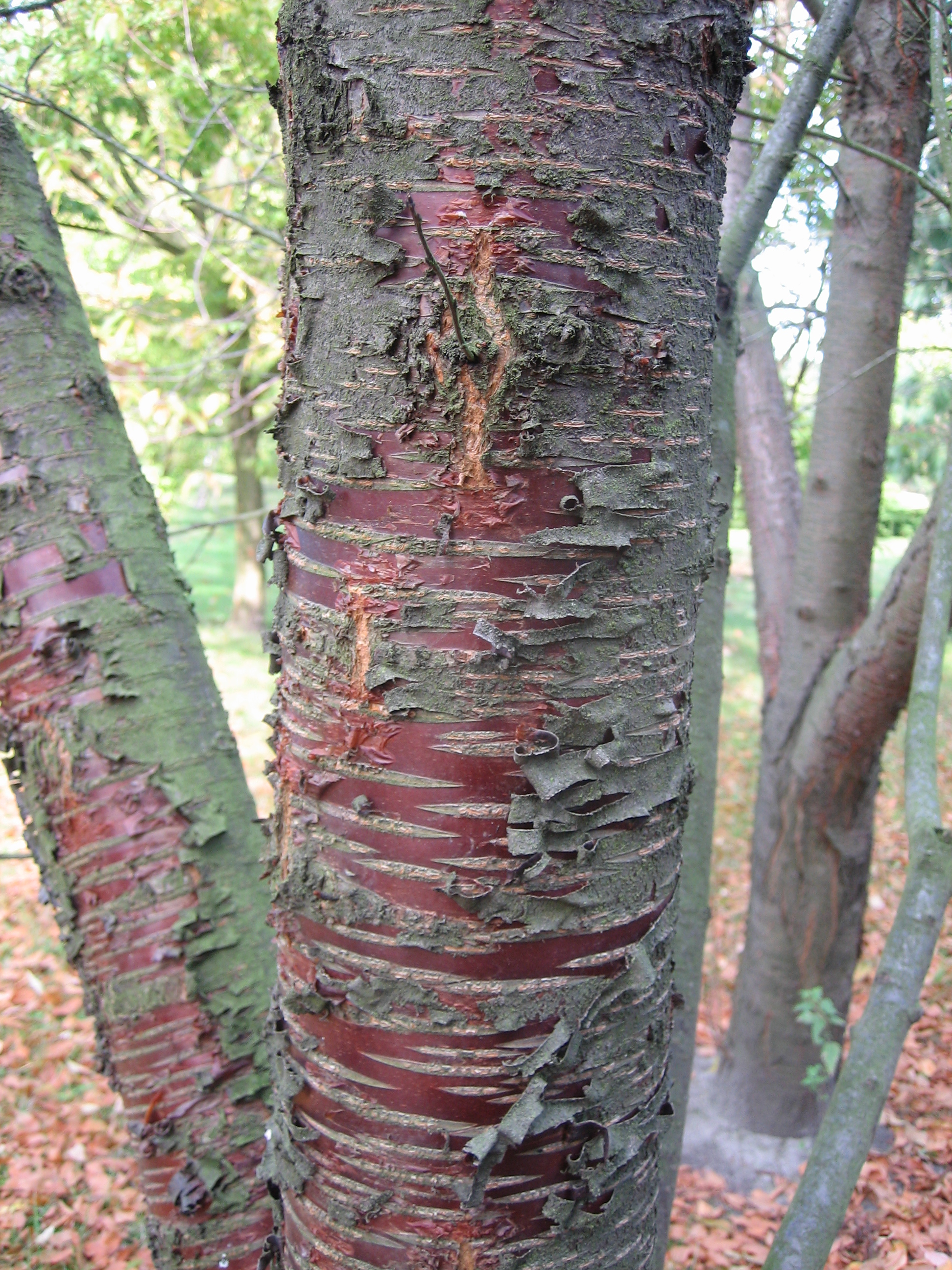
Schors van de stam
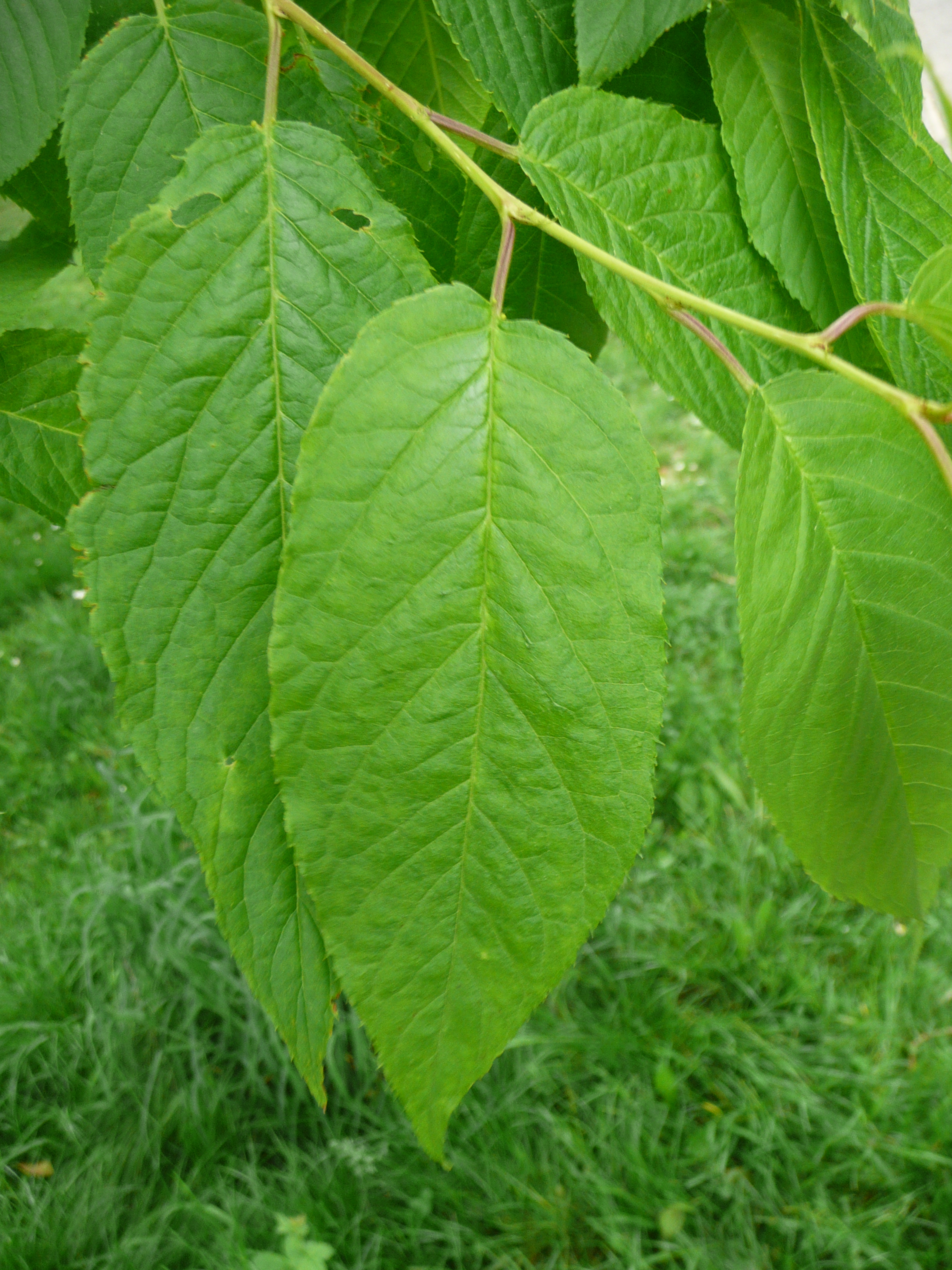
Bovenzijde van het blad
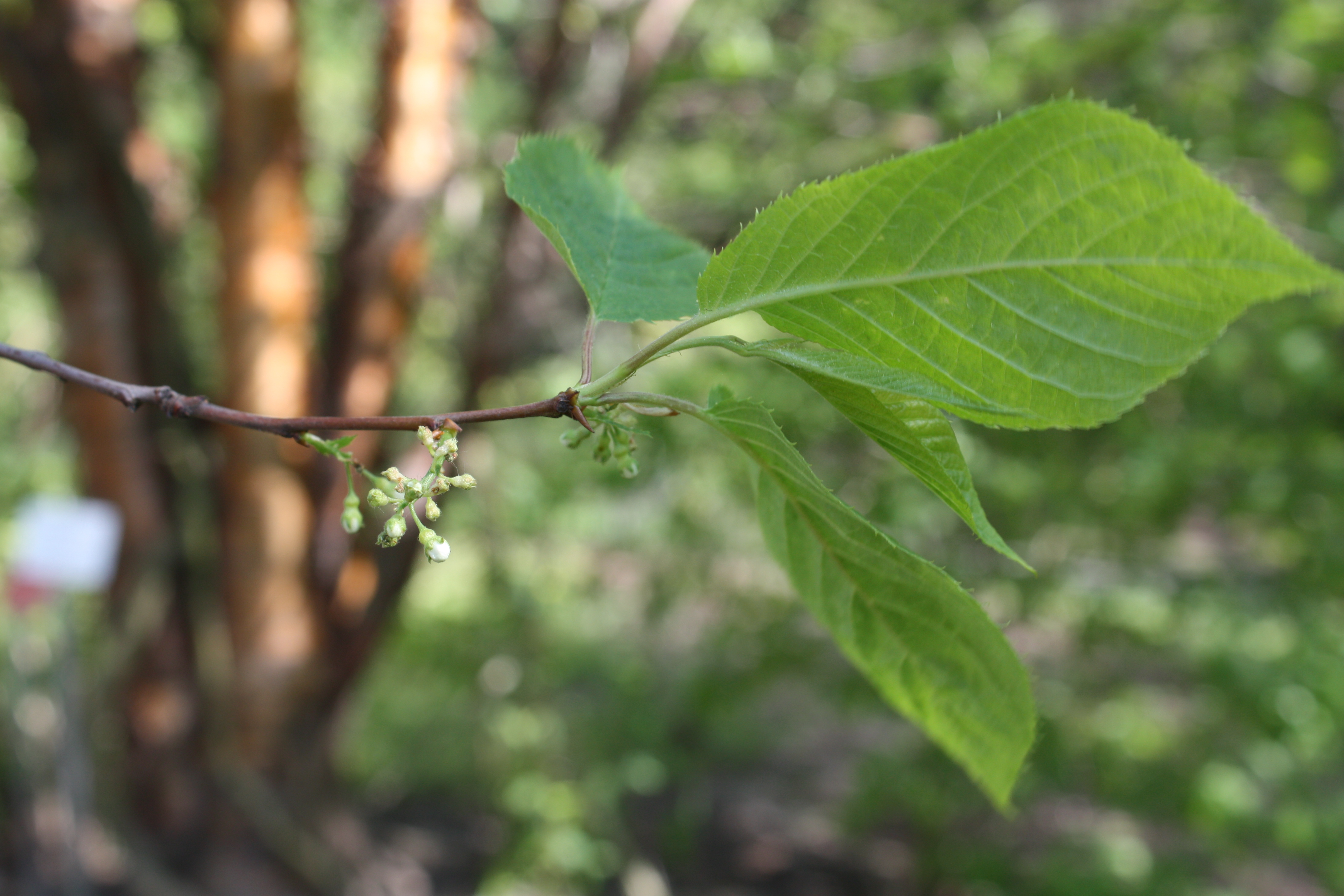
Onderzijde van het blad
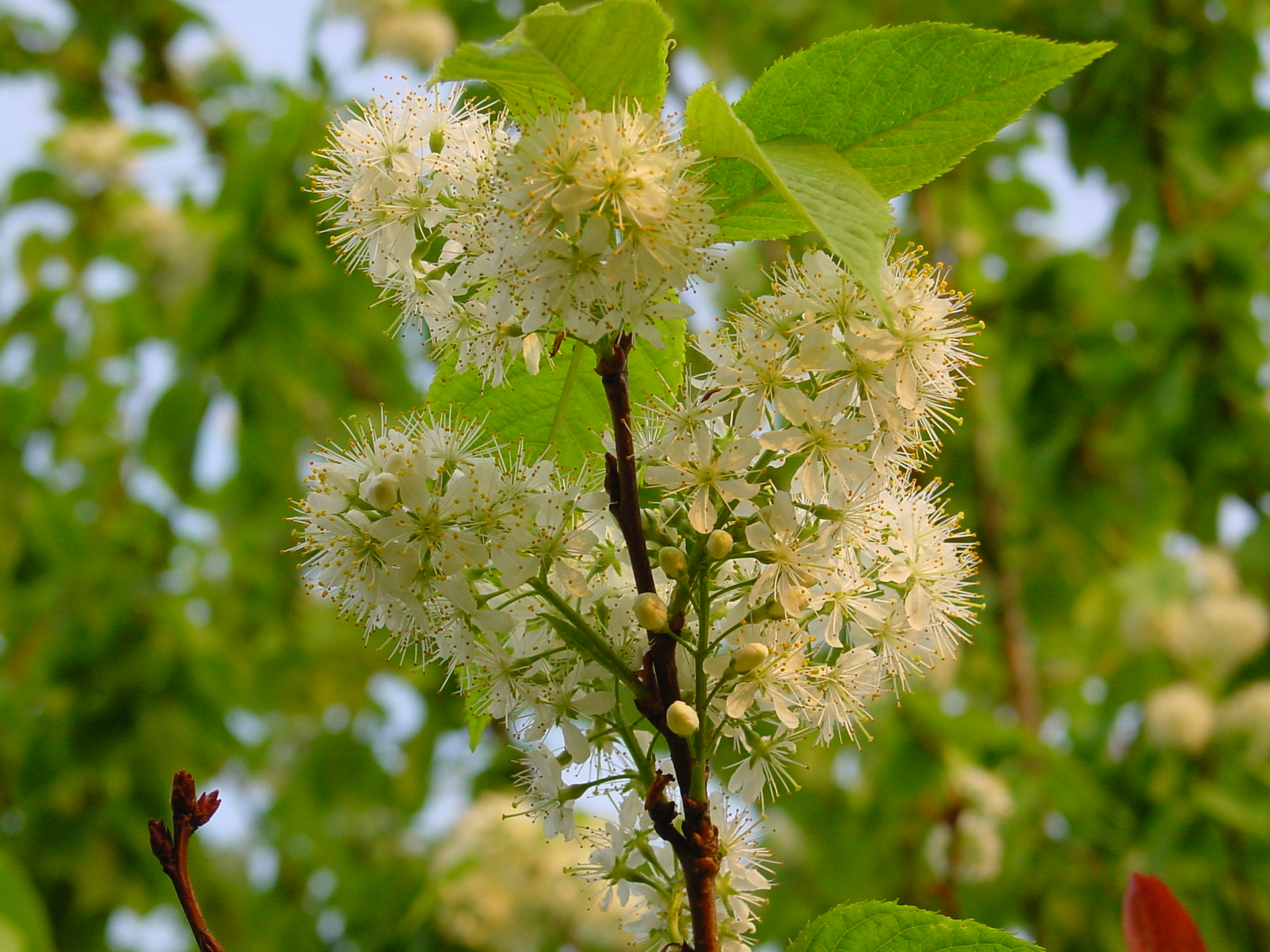
Samengestelde trossen met bloemen

... · 
P. armeniaca (Abrikoos) · 
P. avium (Zoete kers) · 
P. cerasifera (Kerspruim) · 
P. cerasus (Zure kers) · 
P. domestica (Pruim) · 
P. dulcis (Amandelboom) ·
P. incisa (Fujikers) · 
P. insititia (Kroosje) · 
P. itosakura · 
P. laurocerasus (Laurierkers) · 
P. maackii · 
P. mahaleb (Weichselboom) · 
P. mume (Japanse abrikoos) · 
P. padus (Gewone vogelkers) · 
P. persica (Perzik) · 
P. salicina × armeniaca (Pluot) · 
P. serrulata (Japanse sierkers) · 
P. serotina (Amerikaanse vogelkers) · 
P. sibirica · 
P. spinosa (Sleedoorn) · 
P. ×syriaca (Mirabel) · 
P. ×yedoensis  · 
...